# Dabant-Aygues
Le Dabant-Aygues est un des sept ensembles des Pyrénées françaises du Lavedan, partie sud-occidentale de la Bigorre qui appartient actuellement au département des Hautes-Pyrénées, en région Occitanie.
Elle est située au sud-est du Lavedan et regroupe les communes d'Artalens-Souin, Ayros-Arbouix, Beaucens, Boô-Silhen, Préchac, Saint-Pastous, Vier-Bordes et Villelongue.

## Toponymie
Le nom vient de Davant-Aiga (prononcé Dabant-Aygues) qui signifie « à l'est des eaux ».

## Géographie

### Situation

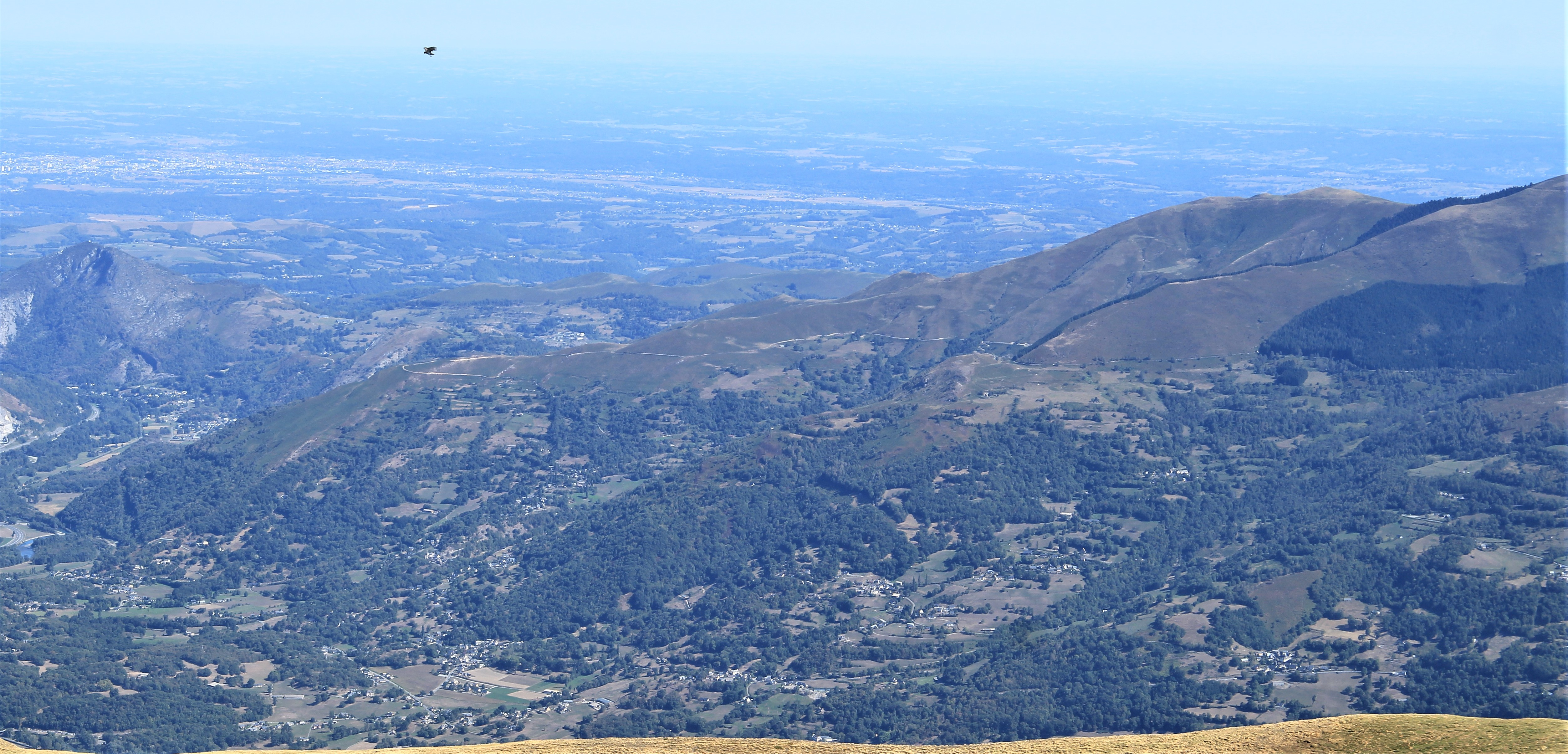
Vue du Dabant-Aygues.

Placée sur la rive droite du gave de Pau, Dabant-Aygues est un territoire du Lavedan, à quelques encablures au sud-est de Lourdes et à l’ouest de Bagnères-de-Bigorre. 
Elle est située ntre les vallées du pays Toy au sud, l'estrèm de Salles à l'ouest et la vallée de Castelloubon au nord.

### Hydrographie
Le Dabant-Aygues est dans le bassin de l'Adour, au sein du bassin hydrographique Adour-Garonne.

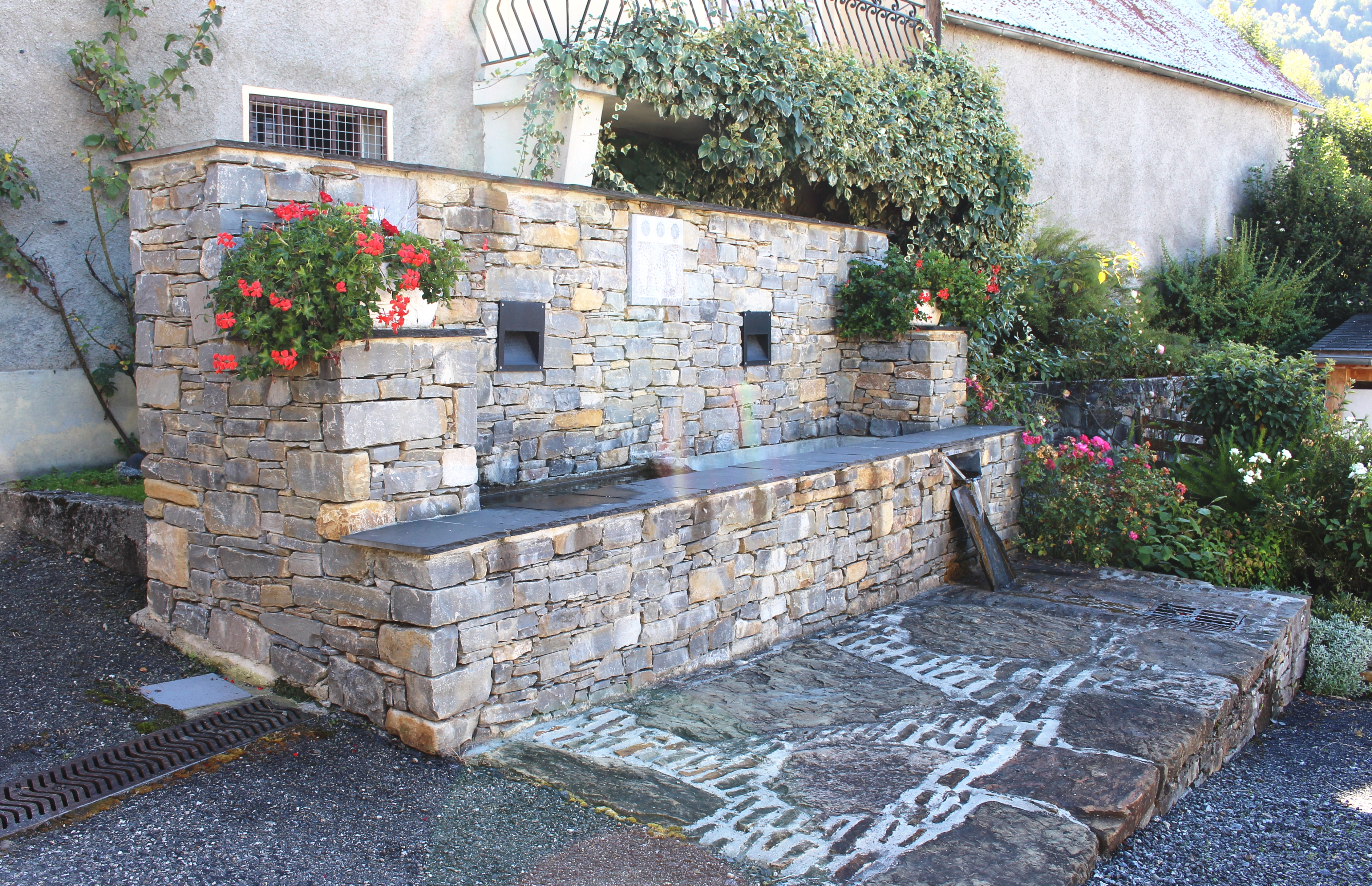
Lavoir d'Artalens.
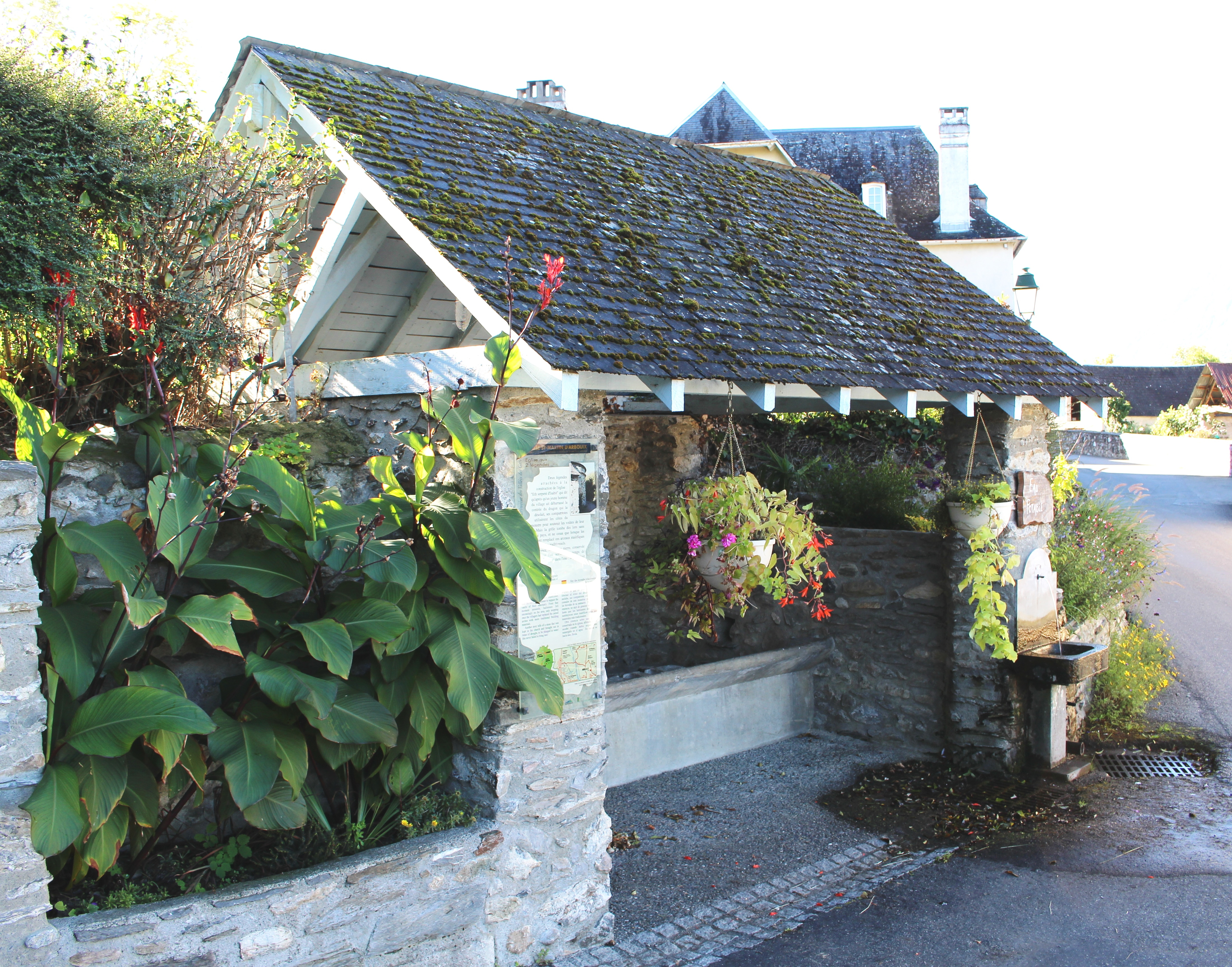
Lavoir d'Arbouix.
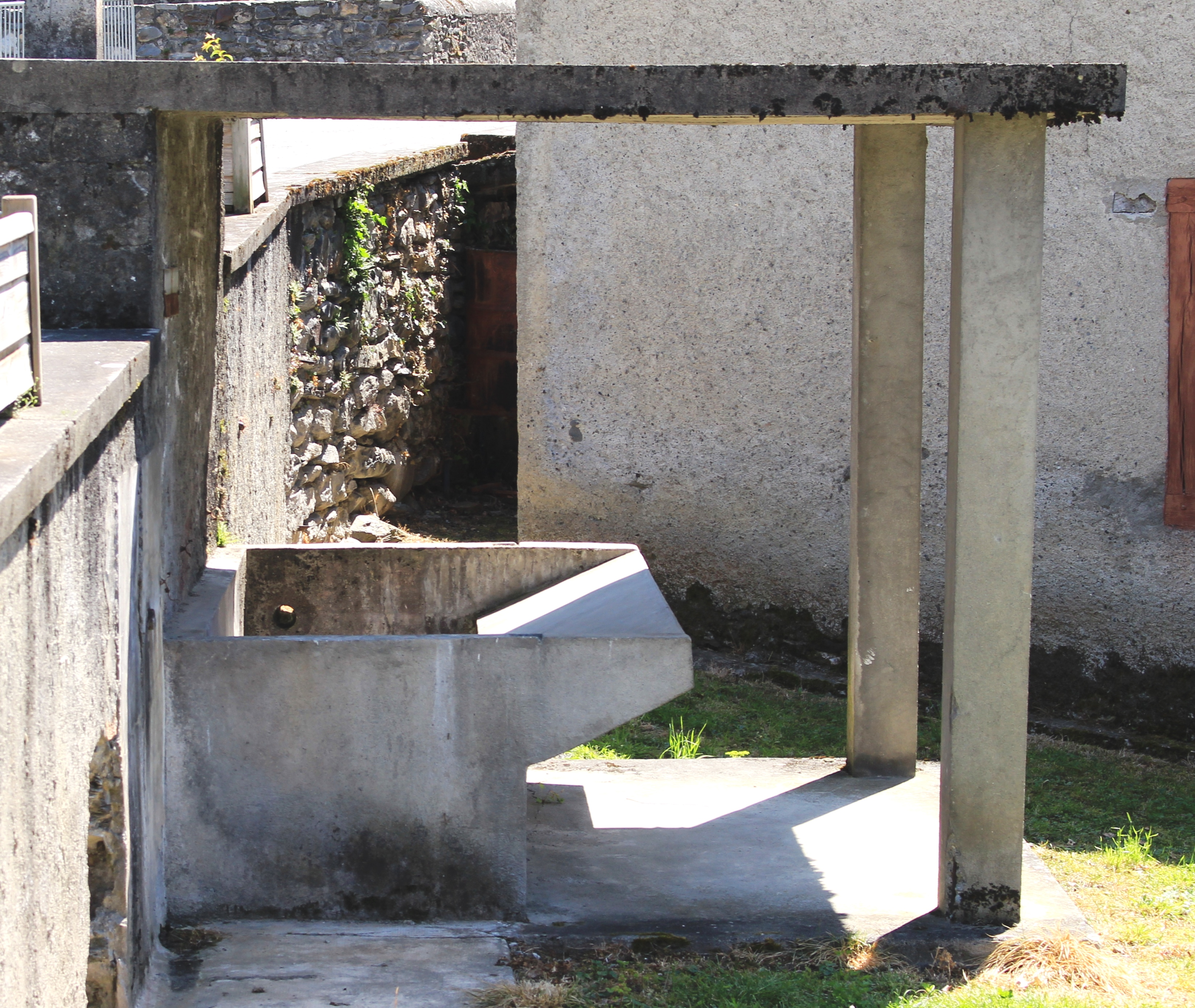
Lavoir de Beaucens.
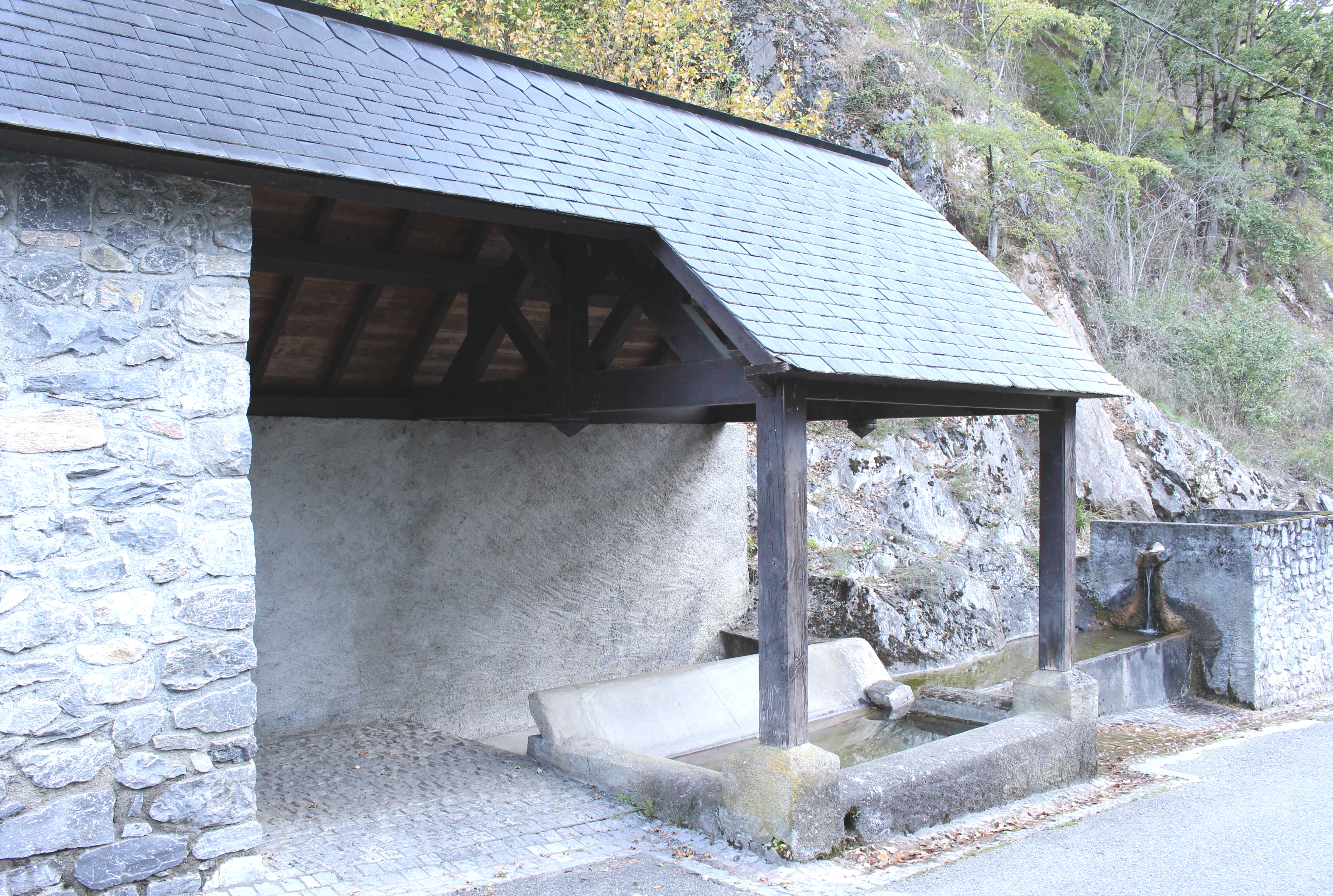
Lavoir de Saint-Pastous.

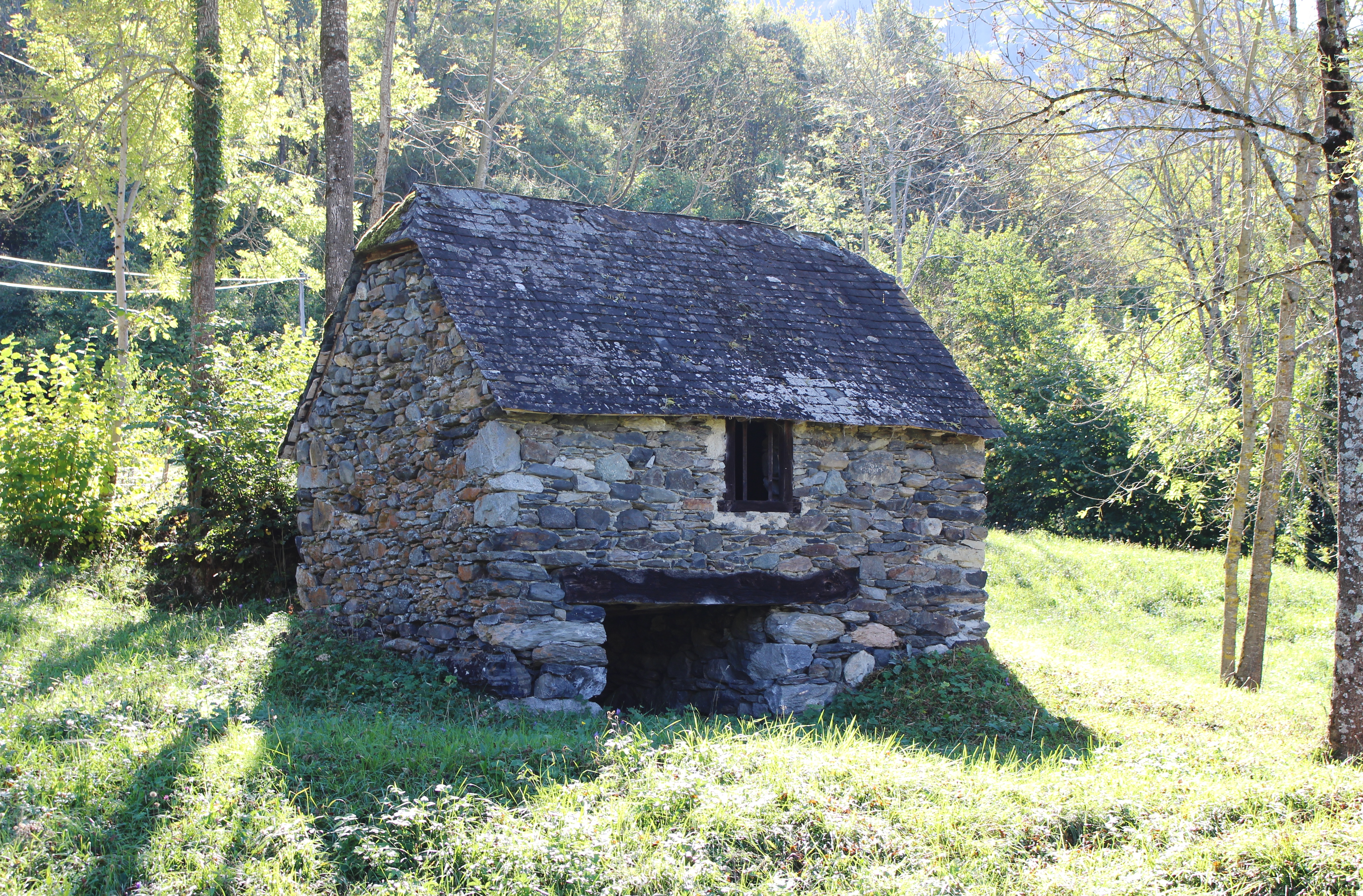
Moulin d'Artalens.
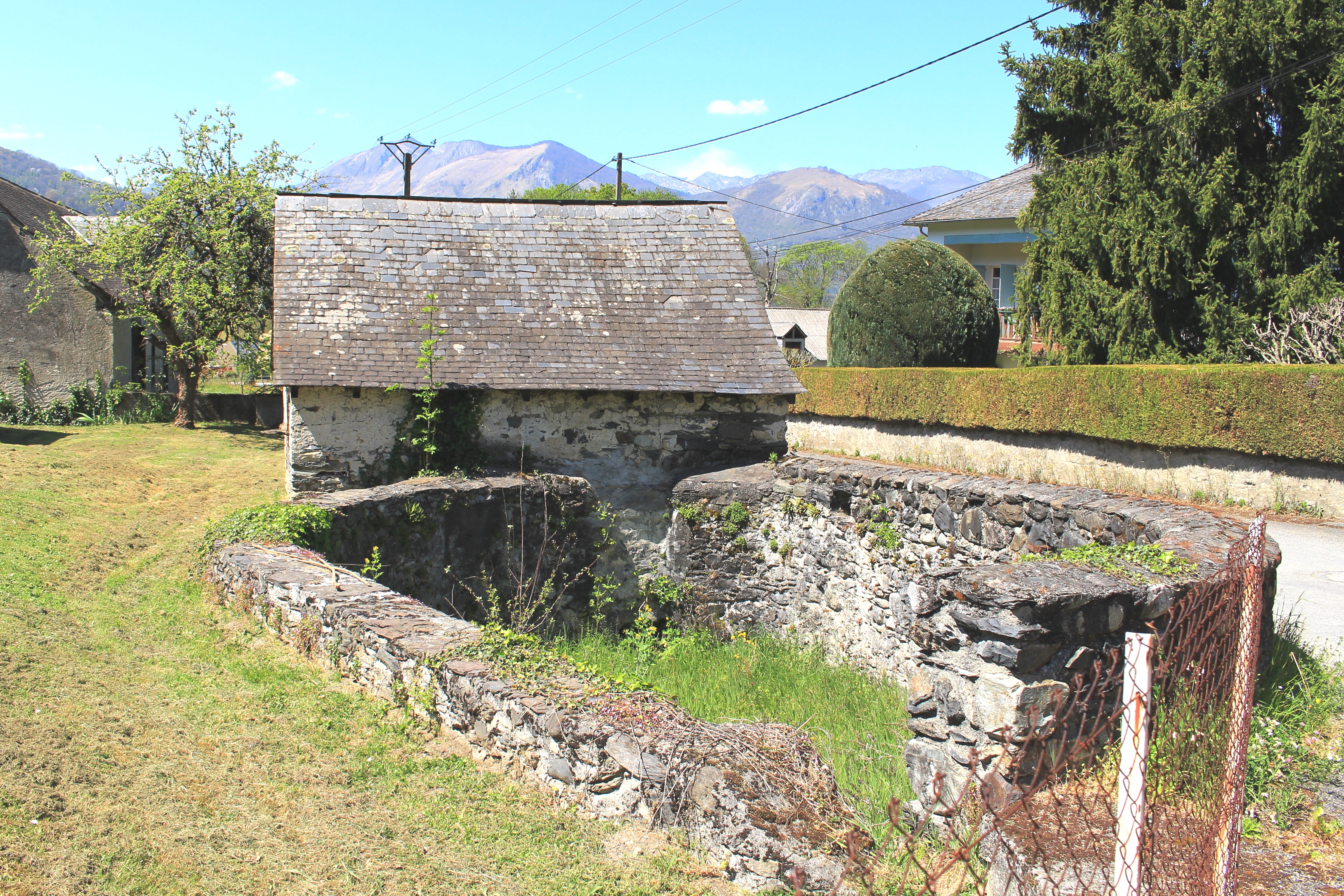
Moulin de Beaucens.
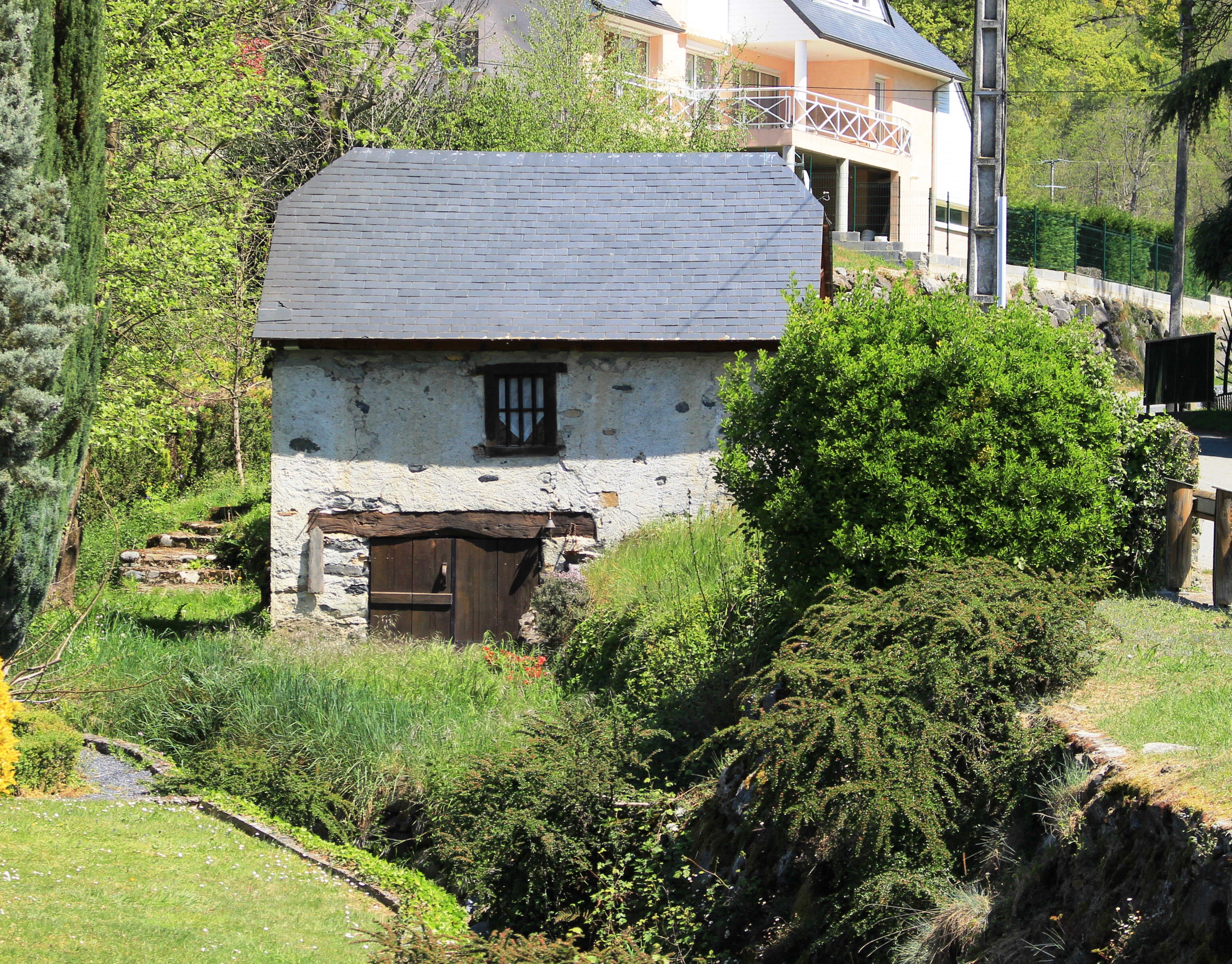
Moulin de Préchac.
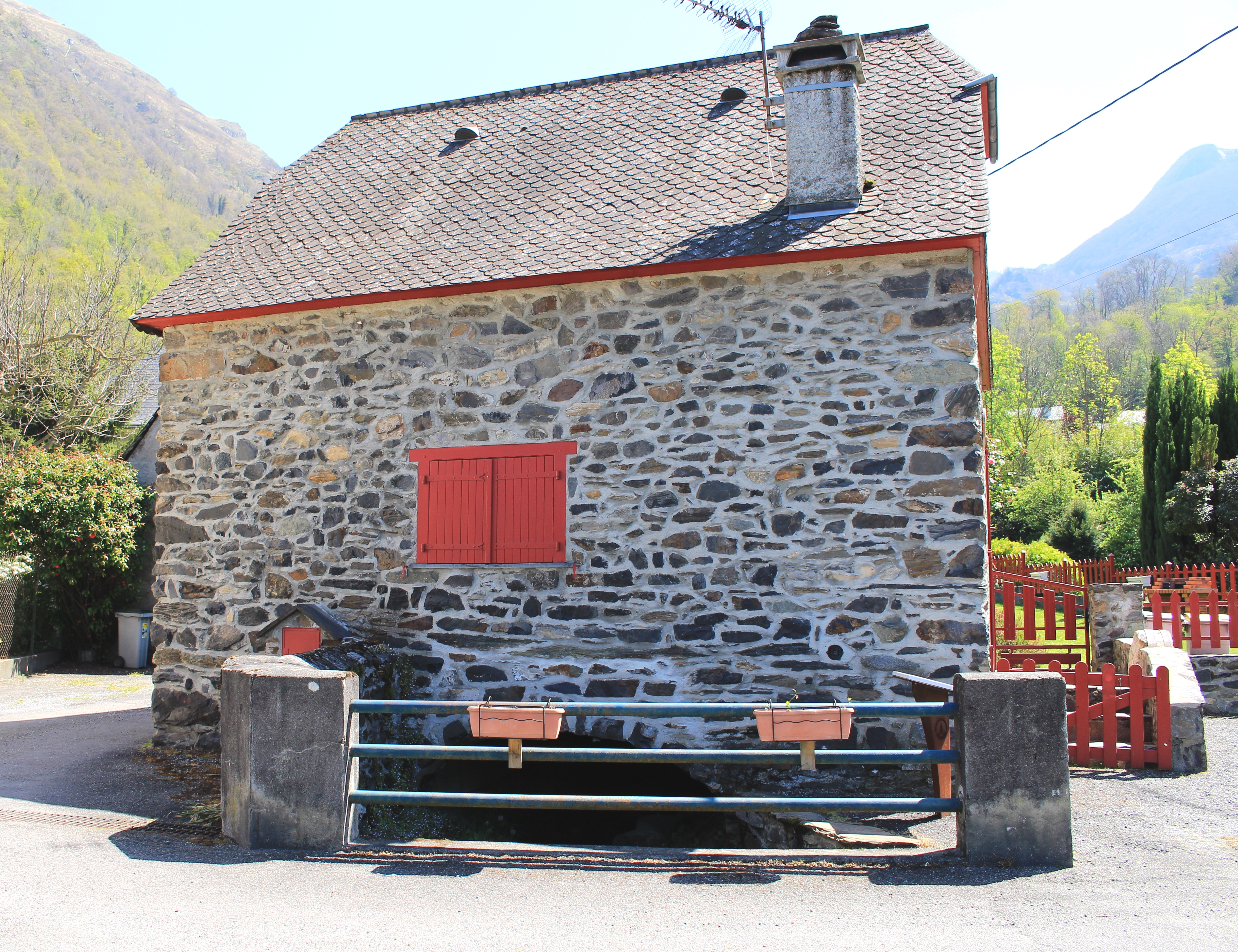
Moulin d'Isaby.

### Voies de communication et transports
Les communes d'Artalens-Souin, Ayros-Arbouix, Vier-Bordes sont situées sur une dizaine de kilomètres d’une route unique (RD 100) qui monte à la station de sports d'hiver du Hautacam.
Les communes de Boô-Silhen,   Préchac et Beaucens étant quant à elles situées sur la route départementale D 13.

## Administration

### Communes
Liste des 8 communes du Dabant-Aygues, Beaucens étant la capitale.

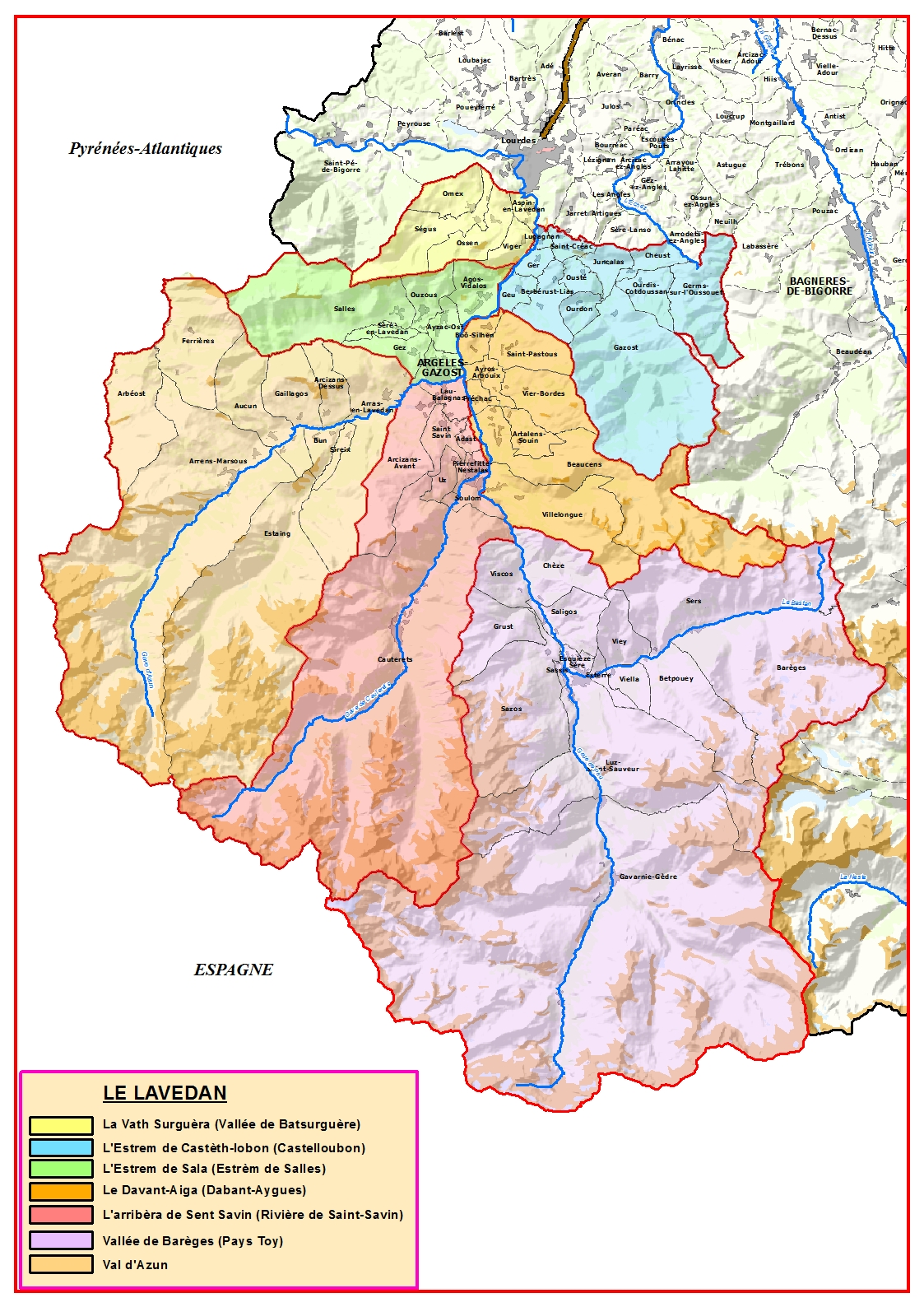
Le Dabant-Aygues (en orange foncé) dans le Lavedan.

| Commune        | Population (2020) | Superficie (km²) | Altitude (mini) | Altitude (maxi) | Illustration |
| -------------- | ----------------- | ---------------- | --------------- | --------------- | ------------ |
| Artalens-Souin | 131               | 3.9              | 634             | 1350            |              |
| Ayros-Arbouix  | 344               | 2.72             | 418             | 880             |              |
| Beaucens       | 423               | 36.82            | 434             | 2637            |              |
| Boô-Silhen     | 334               | 3.12             | 399             | 599             |              |
| Préchac        | 239               | 1.59             | 420             | 640             |              |
| Saint-Pastous  | 143               | 8.2              | 420             | 1661            |              |
| Vier-Bordes    | 97                | 9.39             | 640             | 1709            |              |
| Villelongue    | 382               | 20.46            | 457             | 2484            |              |

## Protection environnementale
Le Dabant-Aygues fait partie d'une zone naturelle protégée, classée ZNIEFF de type 1 et 2,,.

## Tourisme
Le tourisme est développé autour des activités d'été : escalade, vol libre en parapente et deltaplane, sports aquatiques, cyclisme (voie verte des Gaves) et Tour de France qui passe régulièrement dans la vallée pour accéder à la station de ski de Hautacam. Les nombreux sentiers de randonnées balisés et accessibles à tous permettent de visiter la vallée.

### Patrimoine
Le Dabant-Aygues possède un important patrimoine architectural d'églises romanes rurales.

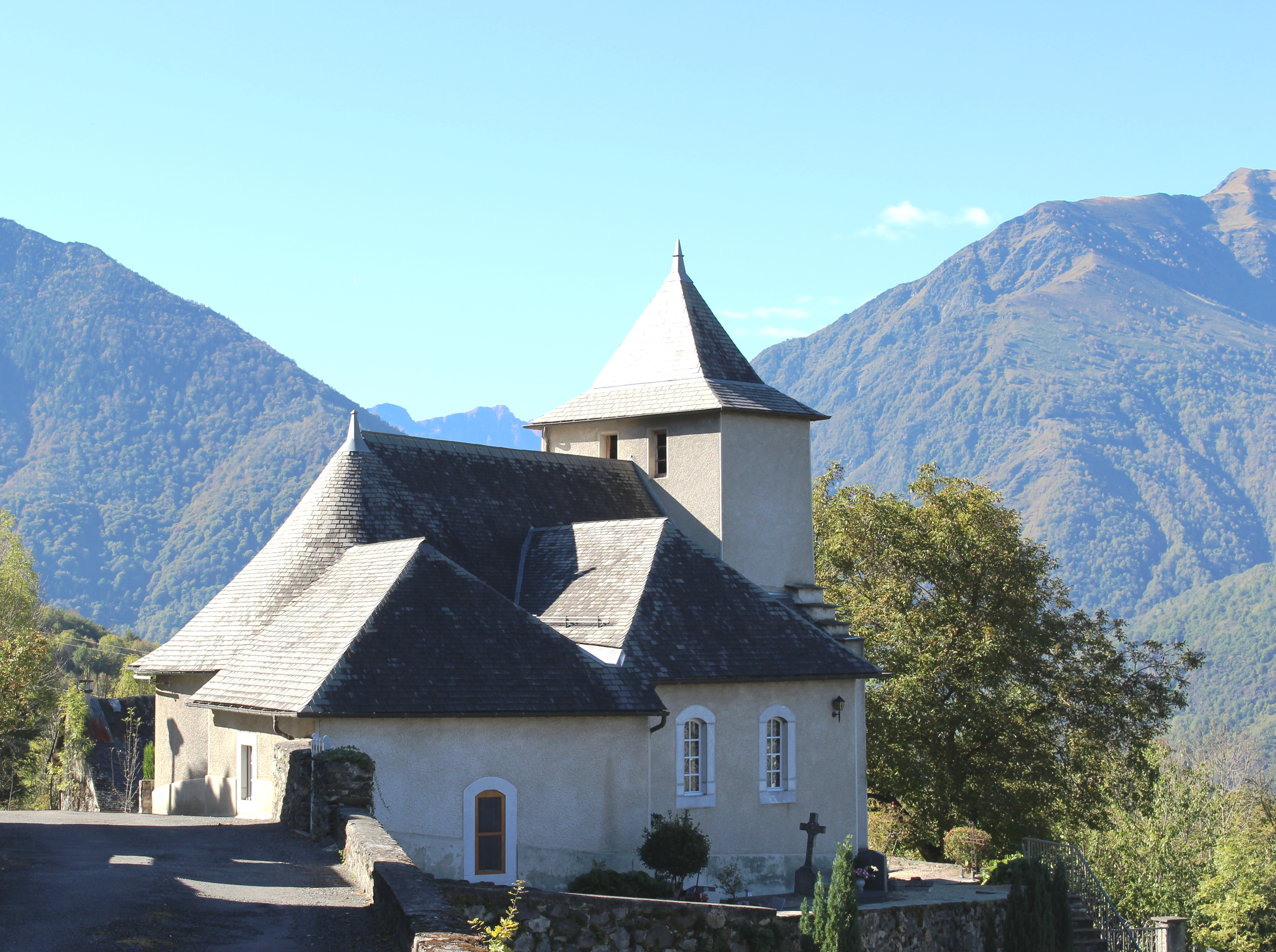
Église Saint-Pierre d'Artalens
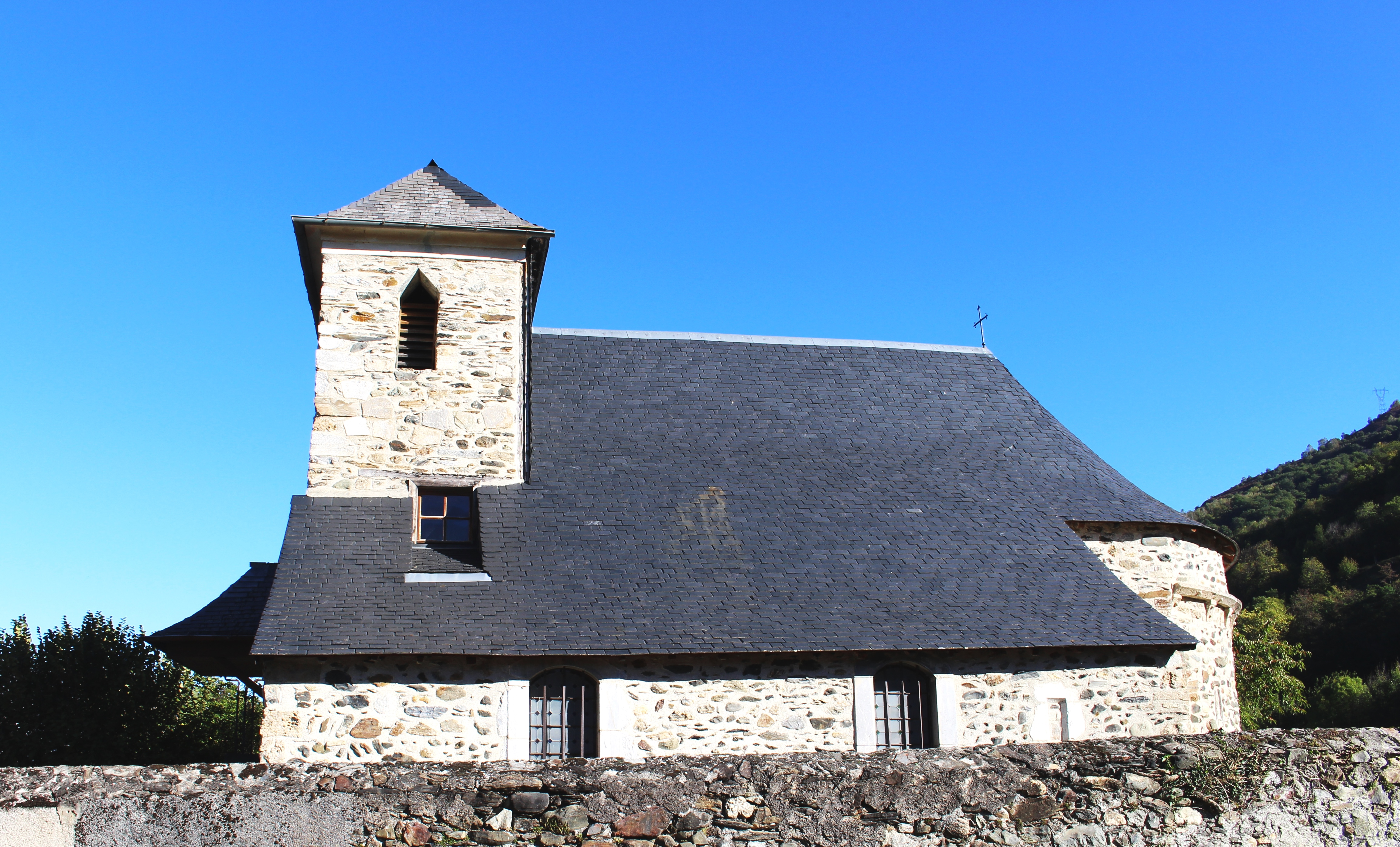
Église Saint-Martin d'Arbouix
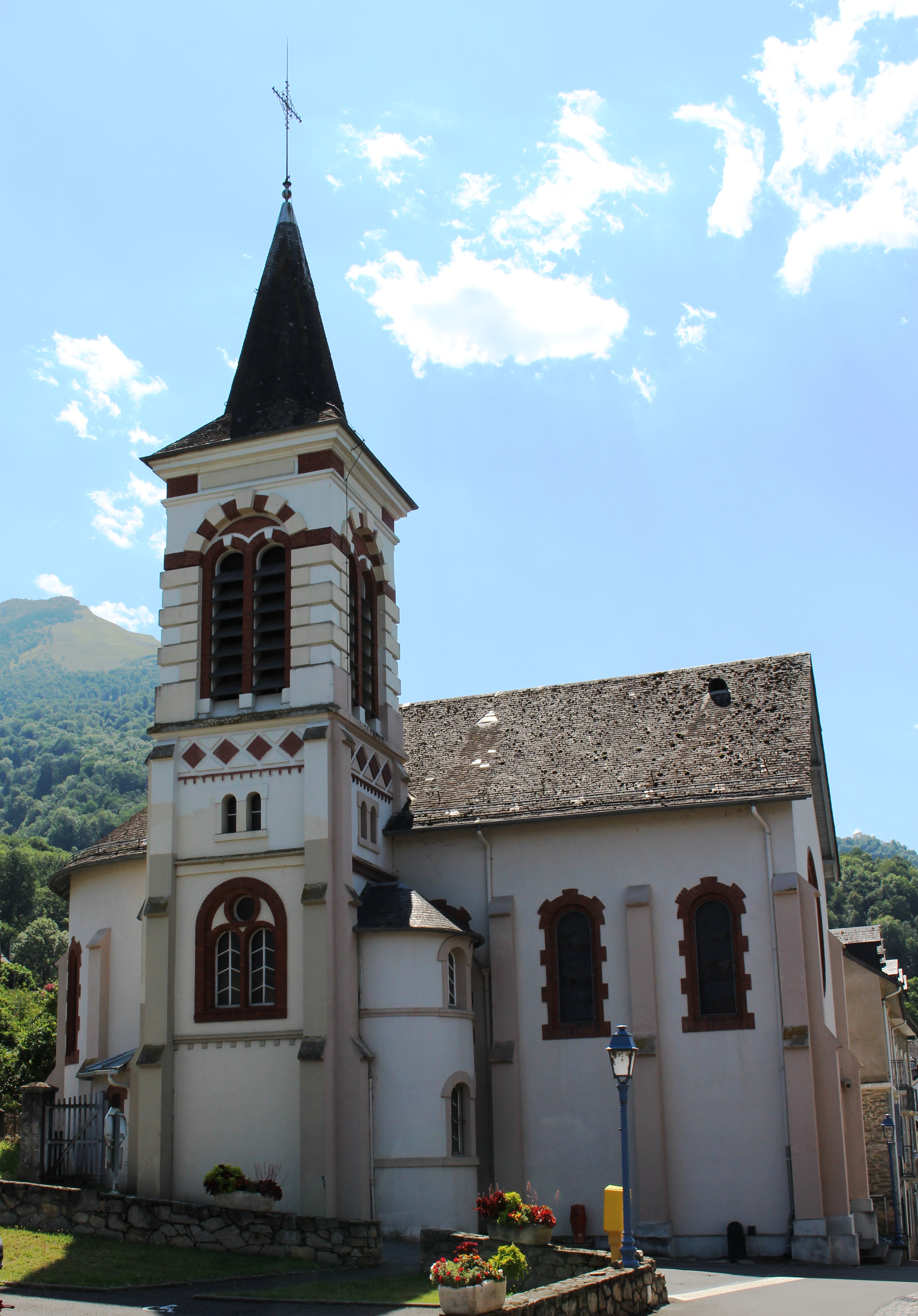
Église Saint-Vincent de Beaucens
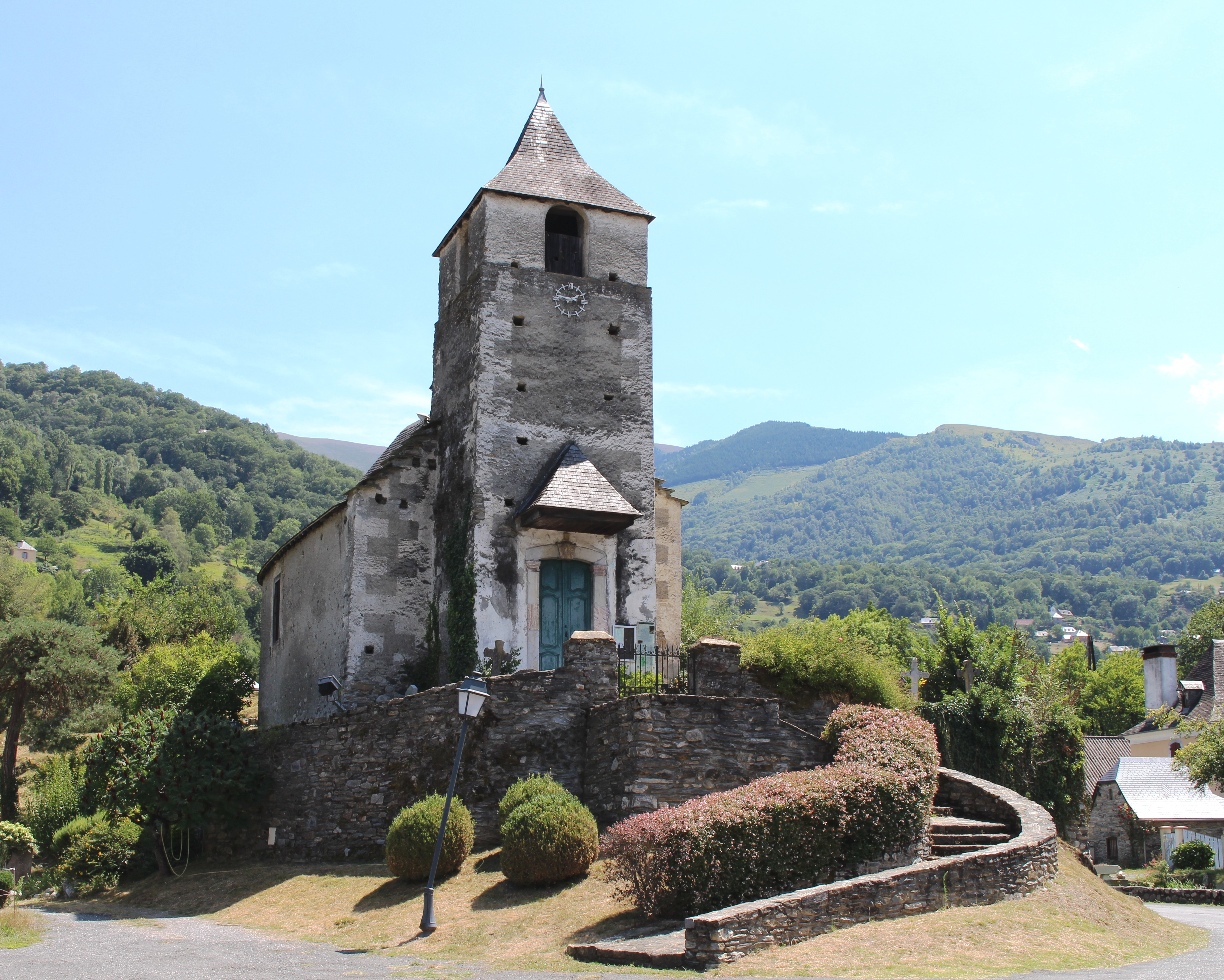
Église Saint-Barthélemy de Boô
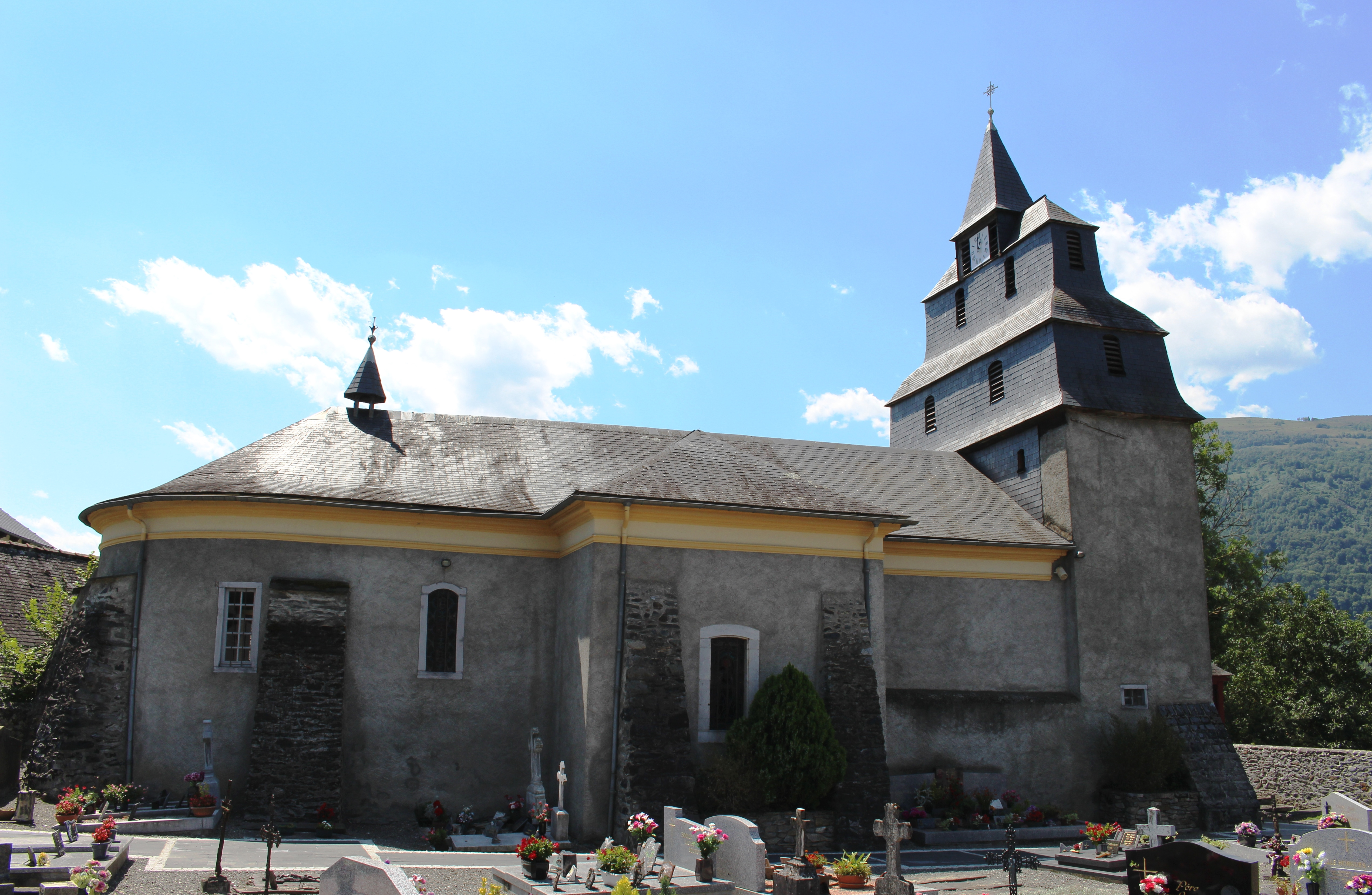
Église Saint-Sernin de Préchac
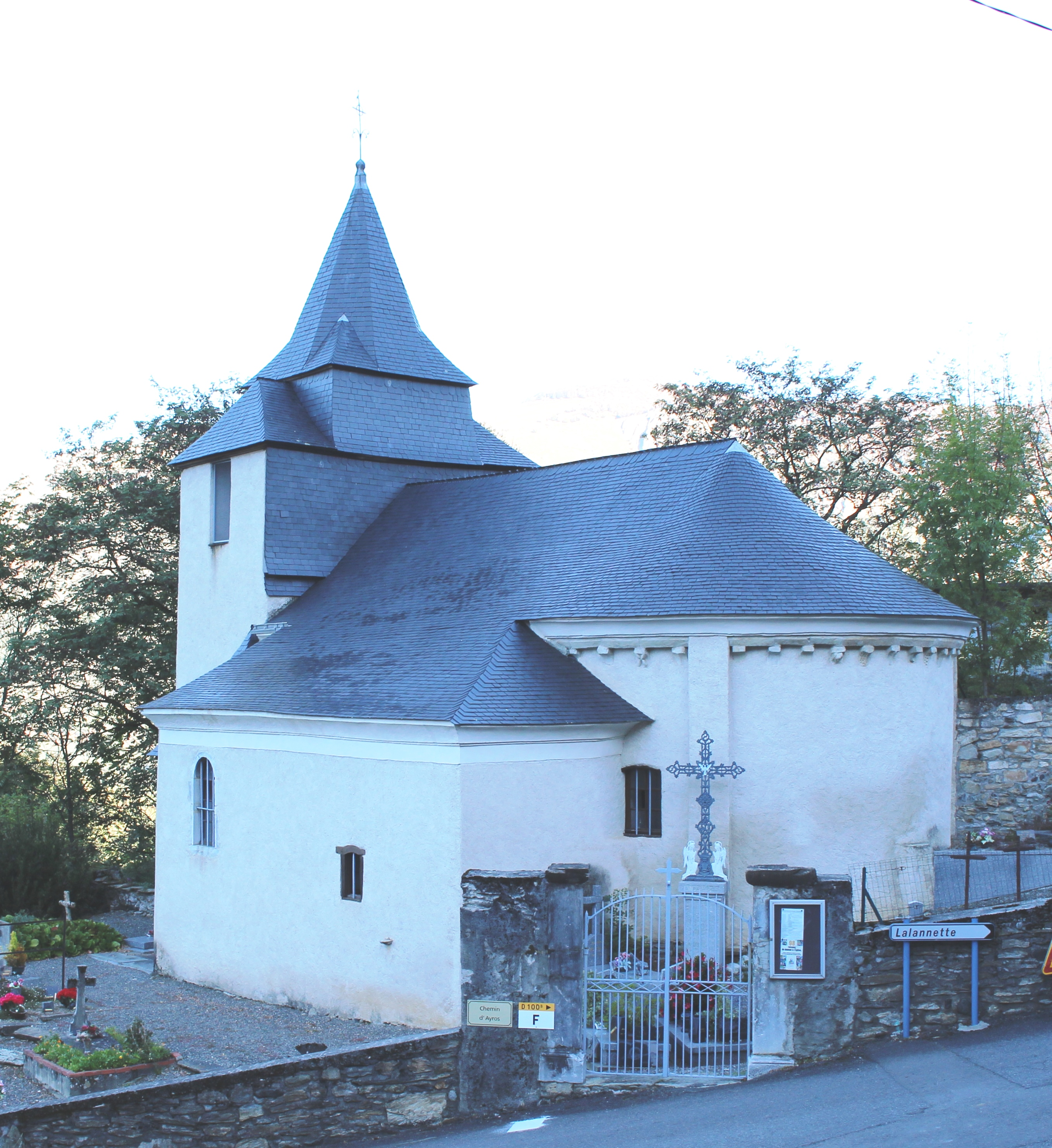
Église de l'Assomption de Saint-Pastous